# Bikar karla 2004
La VISA-bikar 2004 fu la quarantacinquesima edizione della coppa nazionale islandese.

## Turno preliminare
|   | Squadra di casa       | Risultato | Squadra in trasferta  |
| - | --------------------- | --------- | --------------------- |
| 1 | Boltfelag Nordfjörður | 1– 5      | Leiknir Fáskrúðsfirði |

## Primo turno
|    | Squadra di casa      | Risultato  | Squadra in trasferta  |
| -- | -------------------- | ---------- | --------------------- |
| 1  | Neisti Hofsos        | 1– 0 dts.  | GKS                   |
| 2  | ÍH                   | 5 – 1      | Afríka                |
| 3  | Neisti D.            | 1 – 2      | Sindri                |
| 4  | Höttur               | 4 – 1      | KE                    |
| 5  | UMFH                 | 2 – 1      | Hamar                 |
| 6  | Magni                | 2 – 1      | Snörtur               |
| 7  | Reynir Arskogsstrond | 0 – 5      | KS                    |
| 8  | Tindastóll           | 8 – 2      | Hvöt                  |
| 9  | Boltfelag Husavik    | 0 – 8      | Leiftur/Dalvík        |
| 10 | KF Fjarðabyggð       | 3 – 1 dts. | Einherji              |
| 11 | Huginn               | 1 – 2      | Leiknir Fáskrúðsfirði |
| 12 | Freyr                | 1 – 0      | Tunglid               |

## Secondo turno
|                               | Squadra di casa       | Risultato  | Squadra in trasferta |
| ----------------------------- | --------------------- | ---------- | -------------------- |
| 1                             | KFS                   | 9 – 0      | Freyr                |
| 2                             | HK                    | 3 – 0      | Deiglan              |
| 3                             | Höttur                | 2 – 4      | Sindri               |
| 4                             | Völsungur             | 6 – 2      | Leiftur/Dalvík       |
| 5                             | Tindastóll            | 7 – 0      | Neisti Hofsos        |
| 6                             | KS                    | 6 – 1      | Magni                |
| 7                             | Leiknir Fáskrúðsfirði | 1 – 2      | KF Fjarðabyggð       |
| 8                             | Grótta                | 3 – 1 dts. | Árborg               |
| 9                             | Selfoss               | 3 – 2      | Numi                 |
| 10                            | Breiðablik            | 13 – 0     | Drangur              |
| 11                            | Afturelding           | 4 – 3      | Skallagrímur         |
| 12                            | Fjölnir               | 1 – 1 dts. | Leiknir Reykjavík    |
| Fjölnir vince 4 – 3 ai rigori |                       |            |                      |
| 13                            | Víkingur Ólafsvík     | 0 – 1      | Víðir                |
| 14                            | Hamar                 | 1 – 2      | Ægir                 |
| 15                            | ÍH                    | 3 – 01     | ÍR                   |

1la partita finì 2-2 dts con l'ÍR che vinse 5-4 ai rigori. Tuttavia, l'ÍH vinse 3-0 a tavolino perché l'ÍR schierò un giocatore in posizione irregolare.

## Terzo turno
|    | Squadra di casa  | Risultato | Squadra in trasferta |
| -- | ---------------- | --------- | -------------------- |
| 1  | Fram             | 4 – 0     | Grótta               |
| 2  | Fylkir           | 2 – 0     | ÍH                   |
| 3  | Afturelding      | 5 – 0     | Haukar               |
| 4  | Reynir Sandgerði | 1 – 0     | Þór Akureyri         |
| 5  | Fjölnir          | 1 – 2     | ÍBV                  |
| 6  | Selfoss          | 0 – 2     | Grindavík            |
| 7  | Breiðablik       | 0 – 2     | Njarðvík             |
| 8  | Tindastóll       | 0 – 1     | KA                   |
| 9  | Völsungur        | 0 – 3     | Keflavík             |
| 10 | Ægir             | 0 – 5     | FH                   |
| 11 | HK               | 1 – 0     | ÍA                   |
| 12 | KS               | 1 – 2     | Stjarnan             |
| 13 | Sindri           | 0 – 7     | Víkingur Reykjavík   |
| 14 | Víðir            | 1 – 3     | KR                   |
| 15 | KF Fjarðabyggð   | 0 – 2     | Valur                |
| 16 | KFS              | 2 – 3     | Þróttur              |

## Quarto turno
|   | Squadra di casa    | Risultato | Squadra in trasferta |
| - | ------------------ | --------- | -------------------- |
| 1 | Þróttur            | 0 – 1     | Valur                |
| 2 | ÍBV                | 1 – 0     | Stjarnan             |
| 3 | Njarðvík           | 1 – 3     | KR                   |
| 4 | HK                 | 1 – 0     | Reynir Sandgerði     |
| 5 | Fylkir             | 4 – 1     | Grindavík            |
| 6 | FH                 | 1 – 0     | Afturelding          |
| 7 | Víkingur Reykjavík | 2 – 4     | KA                   |
| 8 | Fram               | 0 – 1     | Keflavík             |

## Quarti di finale
|                                                    | Squadra di casa | Risultato | Squadra in trasferta |
| -------------------------------------------------- | --------------- | --------- | -------------------- |
| 1                                                  | HK              | 1 – 0     | Valur                |
| 2                                                  | KR              | 1 – 3     | FH                   |
| 3                                                  | Fylkir          | 0 – 1     | Keflavík             |
| 4                                                  | KA              | 0 – 0     | ÍBV                  |
| Dopo tempi supplementari. KA vince 3 – 0 ai rigori |                 |           |                      |

## Semifinali
| Reykjavík 25 settembre 2004                     | FH        | 0 – 1         | KA | Laugardalsvöllur |
| \| \| \| \| \| \| Marcatori \| 31’ Hringsson \| |           |               |    |                  |
|                                                 |           |               |    |                  |
|                                                 | Marcatori | 31’ Hringsson |    |                  |

| Reykjavík 2004-09-26                         | HK        | 0 – 1      | Keflavík | Laugardalsvöllur |
| \| \| \| \| \| \| Marcatori \| 13’ Ramsey \| |           |            |          |                  |
|                                              |           |            |          |                  |
|                                              | Marcatori | 13’ Ramsey |          |                  |

## Finale
| Reykjavík 30 settembre 2004                                                  | KA        | 0 – 3                                      | Keflavík | Laugardalsvöllur |
| \| \| \| \| \| \| Marcatori \| 11’ (rig.), 25’ Kristjansson 90’ Sveinsson \| |           |                                            |          |                  |
|                                                                              |           |                                            |          |                  |
|                                                                              | Marcatori | 11’ (rig.), 25’ Kristjansson 90’ Sveinsson |          |                  |